# 369
369 (CCCLXIX) fue un año común comenzado en jueves del calendario juliano, en vigor en aquella fecha.
En el Imperio romano, el año fue nombrado como el del consulado de Galates y Víctor, o menos comúnmente, como el 1122 Ab urbe condita, adquiriendo su denominación como 369 a principios de la Edad Media, al establecerse el anno Domini.

## Acontecimientos
- 21 de julio: en Italia, un violento terremoto destruye la villa de Benevento (a 50 km al noreste de Nápoles), provocando la muerte de miles de personas.[1]
- En la provincia romana de Britania, el ejército romano rechaza a los pictos y los escotos.
- Atanarico consigue firmar con el emperador Valente tratados favorables al pueblo visigodo.

## Fallecimientos
- Fortunaziano de Aquilea, religioso cristiano.